# Arcana
Arcana is een Zweedse neoklassieke band, die werd opgericht in 1994 en van oorsprong haar werk uitbracht op het label Cold Meat Industry.

## Historie
De band bestond oorspronkelijk uit Peter Bjärgö (toen Peter Pettersson) en zangeres Ida Bengtsson. In 2002 veranderde Arcana van samenstelling en bestond toen uit Peter Bjärgö, Stefan Eriksson, Annmari Thim, Cecilia Bjärgö en Mattias Borgh.
Over de bandnaam Arcana zei Bjärgö het volgende: "Ik dacht dat het een meisjesnaam was, toen ik erachter kwam dat het in oud-Engels 'geheim' betekent."
De muziek is vaak instrumentaal, waarbij de band zegt inspiratie op te doen uit middeleeuwse muziek en de meer romantische aspecten van die tijd. Het zesde album Le Serpent Rouge was meer oriëntaals te noemen met gebruik van instrumenten als de hammered dulcimer, zils, duduk en andere instrumenten uit Azië.
In eerste instantie tot het derde album, Cantar de Procella, zijn de vocalen van Ida Bengtsson, die later door Ann-Mari Thim werden vervangen. In hetzelfde jaar, 2001, heeft de band nog een lid, Stefan Eriksson. Deze speelt keyboard en andere instrumenten.
Om zijn creatieve onafhankelijkheid te behouden, besluit Bjärgö na de release van het vierde album Inner Pale Sun, om zijn oorspronkelijke label "Cold Meat Industry" te verlaten, en zijn eigen label genaamd "Erebus Odora" te starten.
De band heeft in 2003 Peters vrouw Cecilia Bjärgö als vocalist, en in 2006 de drummer Mattias Borgh als nieuwe leden. In hetzelfde jaar, als gevolg van tijd en financiële problemen, werd Bjärgö gedwongen om de deuren te sluiten van zijn recordlabels en laat de groep onder contract van het Duitse Kalinkaland Records.
In 2010 bestond de band uit Peter en Cecilia Bjärgö, Ida Bengtsson en Mattias Borgh.
Later dat jaar krijgt Arcana ook de ervaring van livesessies, dankzij de nieuwe leden Núria Luis en Sergio Martinez Gamez (Narsilion, Der Blaue Reiter, Endless Asiel), respectievelijk op viool en keyboards. De muziek wordt vanaf dat moment geheel live gespeeld, zonder vooraf opgenomen tracks.
Peter Bjärgö startte verschillende zijprojecten onder de namen Sophia, Peter Bjärgö, Crypt of Kerberos, Meanwhile en meer.
Op 11 oktober 2014 maakte Bjärgö, tot verbazing van de overige bandleden, op Facebook bekend dat Arcana uiteenvalt. De reden die Bjärgö gaf was overleving. Het laatste concert werd gegeven op 1 november 2014.

## Discografie
Hun eerste album, Dark Age of Reason, uitgebracht op het label Cold Meat Industry, werd vergeleken met de eerste werken van Dead Can Dance.
Het derde album, The Last Embrace, uitgebracht in 2000, introduceerde de akoestische gitaar en natuurlijke percussie instrumenten op Arcana's repertoire.
Het zesde album, Le Serpent Rouge, uitgebracht in 2004 op het label Erebus Odora Records, bracht oriëntaals geïnspireerde muziek en een sterkere integratie van akoestische instrumenten dan ervoor.
In 2008 kwam de release van Raspail, uitgebracht op het label Kalinkaland Records. Arcana's eerdere neoklassieke en middeleeuwse stijl keerde terug op dit album.

### Albums
- 1996: Dark Age of Reason
- 1998: Cantar de procella
- 2000: ...The Last Embrace
- 2002: Inner Pale Sun
- 2004: The New Light
- 2005: Le Serpent Rouge
- 2008: Raspail
- 2010: The First Era 1996-2002 (compilatie)
- 2012: As Bright As A Thousand Suns

### Singles
- 2002: Body of Sin
- 2005: Le Serpent Rouge

### Ep's
- 1997: Lizabeth
- 2000: Isabel

Bron: 

## Bandleden

### Huidige leden
- Peter Bjärgö (geb. 1974) - vocalist en instrumenten

### Vorige leden
- Annmari Thim - hoofdvocalist en instrumenten
- Cecilia Bjärgö - vocalist en instrumenten
- Mattias Borgh - percussie en instrumenten
- Stefan Eriksson - keyboards en instrumenten
- Sergio Gamez Martinez - keyboards
- Núria Luis - viool

## In andere media
De remake van het Dead Can Dance-nummer "Enigma of the Absolute" werd gebruikt in de soundtrack van de populaire Civilization 4 mod "Fall from Heaven 2" als achtergrondmuziek voor de Runes Of Kilmorph-religie.